# Retrats del Faium
Els retrats del Faium o retrats de mòmies del Faium (perquè la majoria dels retrats d'aquest tipus s'han trobat en aquesta àrea d'Egipte), o simplement retrats de mòmies, es refereix a una mena de retrat naturalista pintat sobre taula de fusta o sobre tela, que cobreix el rostre de moltes mòmies de la província romana d'Egipte. Pertanyen a la tradició de pintura sobre taula, una de les formes d'art més prestigioses del món clàssic. De fet, els retrats del Faium són l'únic gran conjunt d'art d'aquesta tradició, amb uns mil exemplars, que ha perdurat i que fou continuada en les tradicions bizantina i occidental del món postclàssic, incloent-n'hi la tradicional autòctona d'iconografia copta a Egipte.

## Característiques
Els retrats de mòmies han estat trobats al llarg de tot Egipte, però són més comuns a la regió del Faium, i en particular és famosa la necròpoli d'Hawara, tot i que els "retrats del Faium" són considerats més com a descripció estilística que geogràfica. Si bé els casos de pintures de mòmies daten de l'època faraònica, els retrats de mòmies del Faium foren una innovació del temps de l'ocupació romana d'Egipte. Malgrat que la datació és controvertida, abasten de mitjan segle I abans de la nostra era al segle i.

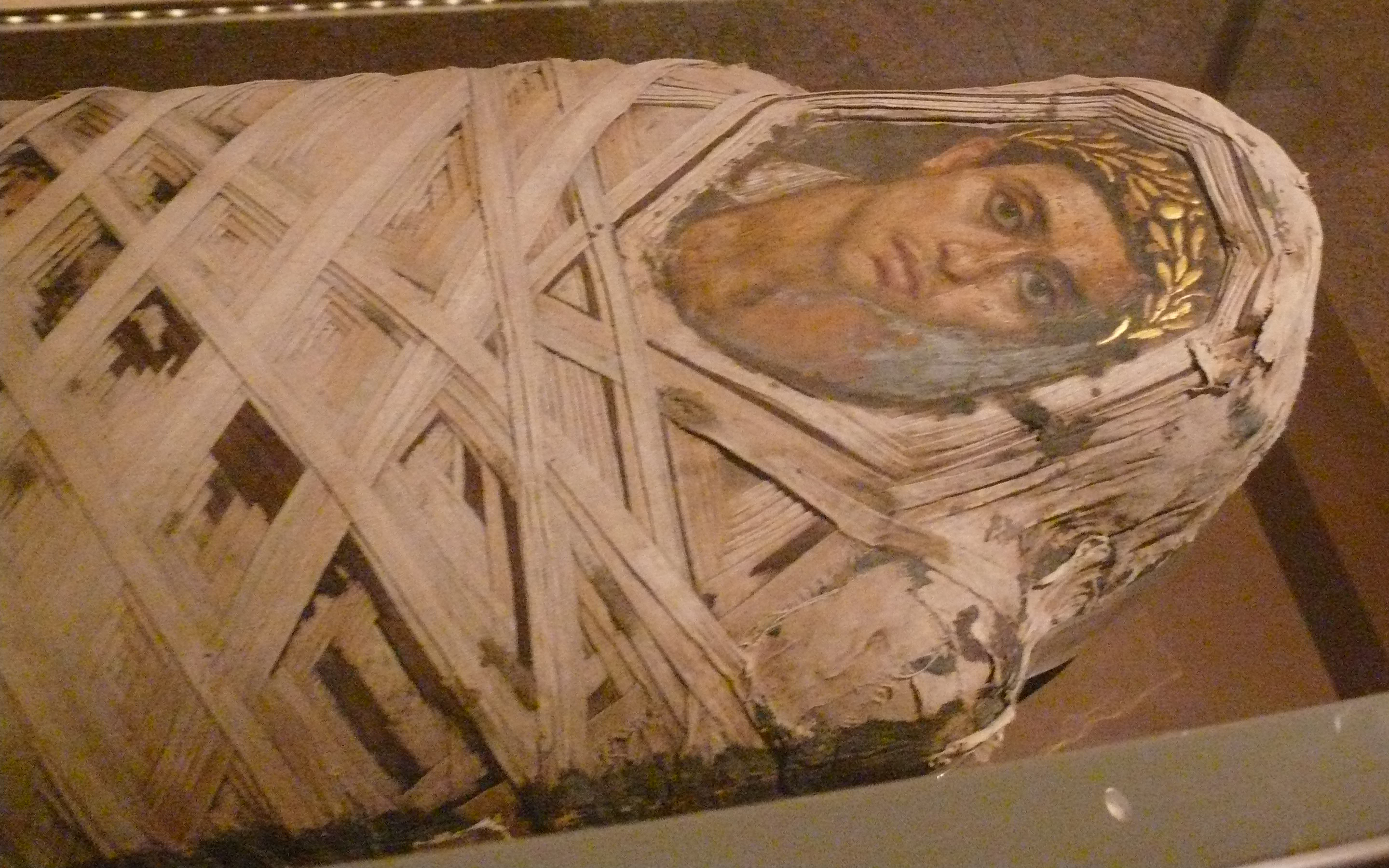
Retrat situat sobre el rostre del difunt

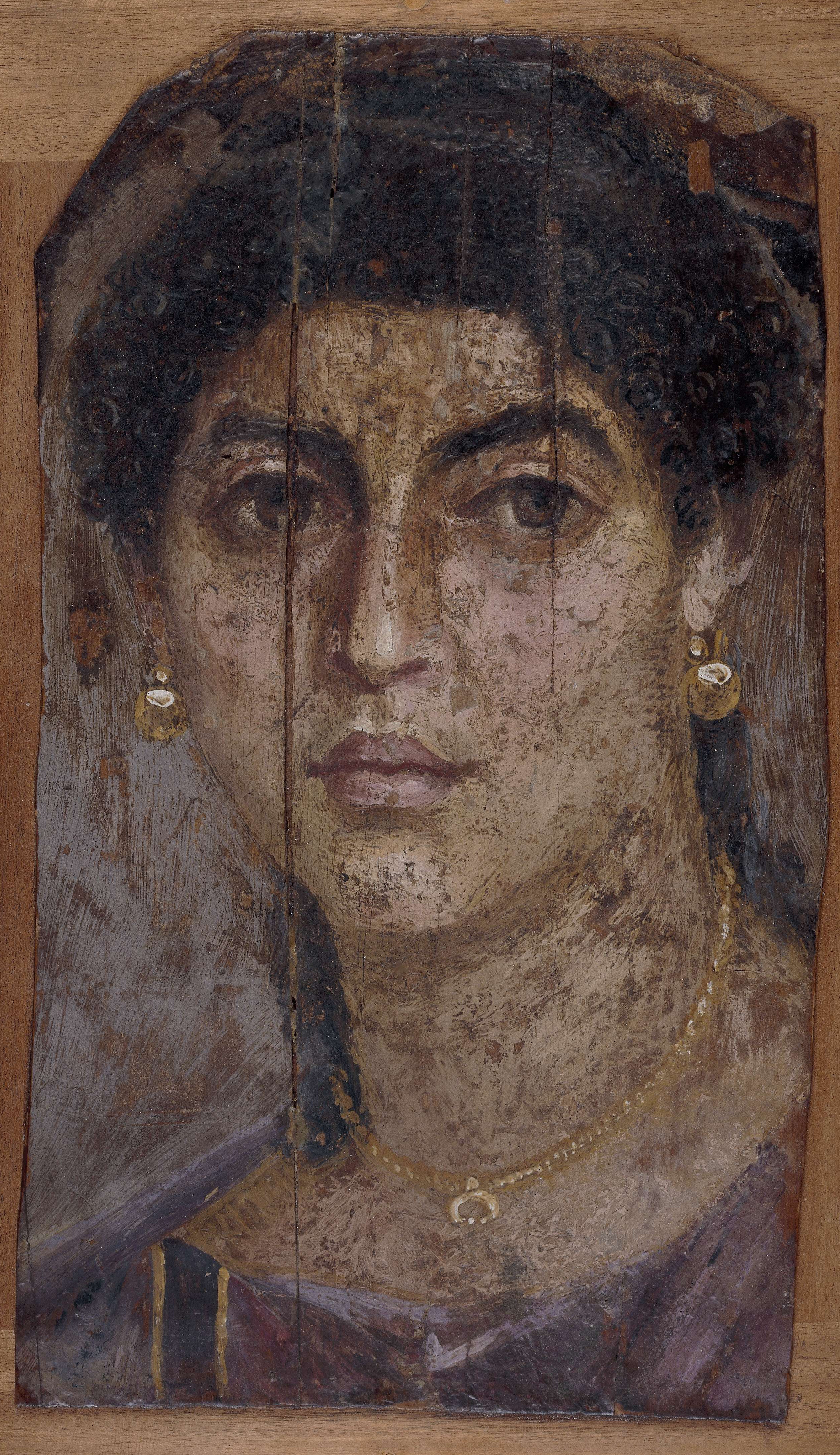
Retrat frontal amb mirada absent

La majoria dels retrats es van trobar, i es conserven, separats de l'emplaçament original, és a dir, just damunt dels rostres dels individus que es momificaven per a l'enterrament, subjectes entre les bandes de tela que embolicaven els cossos. Quasi tots han estat separats de les mòmies. Normalment, representen una sola persona, mostrant el rostre o el cap i el tors superior, de front.
En termes de tradició artística, la imatge deriva clarament més de les tradicions grecoromanes que de les egípcies. La població de la zona del Faium va créixer per la gran afluència d'immigrants grecs durant el període hel·lenístic d'Egipte, al principi per soldats veterans. Se'n poden distingir dos grups d'acord amb la tècnica: un de pintura encàustica (amb cera); un altre de pintura al tremp, aquesta darrera de major qualitat.
A hores d'ara, es coneixen al voltant d'uns 900 retrats de mòmies. La major part se'n trobaren en necròpolis del Faium. A causa del clima càlid i sec d'Egipte, les pintures solen estar ben preservades i, fins i tot, sovint, conserven els colors brillants.
Representen un lloc de trobada entre la pintura grega, la pintura i l'art realista romans i la religió de l'antic Egipte. Per les creences dels egipcis en el trànsit al més enllà, calia que els seus retrats fossen al més reals possibles per tal de ser fefaentment reconeguts després de la mort. Donen la sensació de ser imatges en trànsit; la seua importància resideix en la mirada absent i ulls engrandits, que, tot i no ser frontal del tot, suggereix i intenta expressar una vida interior, com si estiguessen alhora vius i morts.